# Piedras Negras (Costa Rica)
Piedras Negras es un distrito del cantón de Mora, en la provincia de San José, de Costa Rica.
Gentilicio: nigromorense

## Historia
El distrito de Piedras Negras es uno de los cuatro distritos originales del cantón de Mora, sin embargo, en sus inicios también contenía entre sus límites al distrito de Picagres. Desde la segregación de este último, no se han presentado cambios en sus dimensiones territoriales.

## Ubicación
Se ubica en el oeste del cantón y limita al norte con el cantón de Alajuela, al oeste con el distrito de Picagres, al suroeste con el cantón de Puriscal, al sureste con el distrito de Jaris, al este con el distrito de Quitirrisí y al noreste con el distrito de Colón.
El distrito se caracteriza por ser el distrito menos poblado [¿cuándo?] de la provincia de San José y por su riqueza natural.

## Geografía
Piedras Negras cuenta con un área de 14,88 km² y una altitud media de 505 m s. n. m.

## Demografía
Para el año 2022, Piedras Negras cuenta con una población estimada de 656 habitantes, y para el último censo efectuado, en 2011, Piedras Negras contaba con una población de 379 habitantes.

## Localidades
- Poblados: Piedras Negras Chile, La Palma (León)

## Transporte
En la actualidad no cuenta con transporte público. Hubo intentos a inicios de los años 2000 del ingreso de la ruta Puriscal- Picagres. Saliendo a las 5am y regresando a las 6pm. Para las Fiestas Patronales en honor a Nuestra Señora de Los Ángeles, si hay ingreso del transporte público de la concesión Puriscal-Picagres.

### Carreteras
Al distrito lo atraviesan las siguientes rutas nacionales de carretera:
- Ruta nacional 136
- Ruta nacional 316

## Concejo de distrito
El concejo de distrito del distrito de Piedras Negras vigila la actividad municipal y colabora con los respectivos distritos de su cantón. También está llamado a canalizar las necesidades y los intereses del distrito, por medio de la presentación de proyectos específicos ante el Concejo Municipal. El presidente del concejo del distrito es el síndico propietario del PNG, Jesús Porras.
El concejo del distrito se integra por:
| #                       | Partido                     | Nombre                     |
| Síndico propietario     | Síndico propietario         | Síndico propietario        |
| ----------------------- | --------------------------- | -------------------------- |
| 1                       | Partido Liberación Nacional | Egidio Chaves Delgado      |
| Síndico suplente        |                             |                            |
| 2                       | Partido Liberación Nacional | Fabiola Robles Monge       |
| Concejales propietarios |                             |                            |
| 3                       | Partido Liberación Nacional | Jason Barquero Fallas      |
| 4                       | Partido Liberación Nacional | Yasmín Salguero Villalobos |
| 5                       | Partido Nueva Generación    | Silvia Monge Corrales      |
| 6                       | Partido Nueva Generación    | Amancio Villalobos Borbón  |
| Concejales suplentes    |                             |                            |
| 7                       | Partido Liberación Nacional | Sandra Barquero González   |
| 8                       | Partido Liberación Nacional | Ademar Barquero Mora       |
| 9                       | Partido Nueva Generación    | Gilda Salguero Guerrero    |
| 10                      | Partido Nueva Generación    | Esteban Vargas Garita      |